# Comuna Iaroslavîci, Zboriv
Iaroslavîci (în ucraineană Ярославичі) este o comună în raionul Zboriv, regiunea Ternopil, Ucraina, formată din satele Iaroslavîci (reședința) și Monîlivka.

## Demografie
Componența lingvistică a comunei Iaroslavîci
     Ucraineană (99,8%)
Conform recensământului din 2001, majoritatea populației comunei Iaroslavîci era vorbitoare de ucraineană (99,8%), existând în minoritate și vorbitori de alte limbi.